# Handwerkskammer für München und Oberbayern
Koordinaten: 48° 8′ 35,2″ N, 11° 34′ 14″ O
Die Handwerkskammer für München und Oberbayern ist eine von 53 Handwerkskammern in der Bundesrepublik Deutschland und hat ihren Sitz in München. Deutschlands größte Handwerkskammer hat rund 80.000 Mitgliedsbetriebe, in denen etwa 23.000 oder 29 % aller Lehrlinge ausgebildet werden, und ist mit den Bereiche Selbstverwaltung und Interessenvertretung befasst.
Die Handwerkskammer ist eine Körperschaft des öffentlichen Rechts, die eine Vielzahl von Aufgaben für ihre Mitglieder erbringt. Diese Aufgaben sind gesetzlich in der Handwerksordnung festgelegt.

## Organisation
Die Mitglieder entsenden ihre Vertreter in die Vollversammlung, die aus 75 Personen besteht. 50 Vollversammlungsmitglieder vertreten die Selbständigen und 25 die Arbeitnehmer. Von diesen Mitgliedern werden 63 direkt gewählt und 12 von der Vollversammlung zugewählt. Die Vollversammlung wählt aus ihrer Mitte wiederum den Vorstand, der aus dem Präsidenten, 2 Vizepräsidenten (davon einer von der Arbeitnehmerseite) und 12 weiteren Mitgliedern besteht.
Auch die Geschäftsführung, die aus hauptamtlichen Mitarbeitern der Handwerkskammer besteht, wird von der Vollversammlung gewählt. Der Vorstand ist für die Verwaltung der Handwerkskammer verantwortlich. Nach außen wird die Handwerkskammer durch den Präsidenten und den Hauptgeschäftsführer vertreten.

## Geschichte
Am 11. Dezember 1899 erfolgte durch das Bayerische Staatsministerium des Innern die Anordnung zur Errichtung von Handwerkskammern. Für den Bezirk Oberbayern wurde eine Kammer mit Sitz in München und je einer Abteilung in Ingolstadt und Rosenheim errichtet.
Gemäß Verordnung vom 20. April 1942 wurde die Kammer am 1. April 1943 zusammen mit der Wirtschaftskammer und der Industrie- und Handelskammer für München und Oberbayern in die „Gauwirtschaftskammer München-Oberbayern“ überführt. Nach dem Krieg wurden diese wieder getrennt.
In der Mitte der 1950er Jahre bezog die Handwerkskammer den Kammerneubau in der Max-Joseph-Straße 4, weil 1944 das ehemalige Gebäude der Handwerkskammer in der Damenstiftstraße zerstört worden war.
Der Bau der sieben Bildungszentren begann Mitte der 1970er Jahre. In den Räumen der Bildungszentren in Ingolstadt, Altötting, Mühldorf, Rosenheim, Traunstein, Weilheim und München finden vor allem überbetriebliche Lehrlingsunterweisungsmaßnahmen (ÜLU) und zahlreiche Fortbildungsmaßnahmen, beispielsweise im Bereich CNC-Technik statt.
Zwischen 1955 und 1996 stellte die Handwerkskammer für München und Oberbayern zwei Präsidenten des Zentralverbandes des Deutschen Handwerks (ZDH): Joseph Wild (1955–1977) und Heribert Späth (1988–1996).
1994 bis 2014 war Heinrich Traublinger Präsident der Handwerkskammer und anschließend Georg Schlagbauer. Am 14. September 2016 übernahm Franz Xaver Peteranderl die Präsidentschaft.